# Primo capitano
Primo capitano è una qualifica (non un grado) attribuita ai capitani delle forze armate italiane che permangono per molto tempo nel grado. 

## Storia
La qualifica venne introdotta con regio decreto 28 marzo 1915, n. 339. Nel decreto si indicava che per ottenere la qualifica erano necessari 12 anni nel grado di capitano, oppure 20 anni di anzianità come ufficiale in servizio permanente. Come conseguenza, anche altre organizzazioni militari, come per esempio la Croce Rossa Italiana, introdussero la qualifica. Tuttora, l'anzianità minima necessaria è di 12 anni nel grado.
Nel corso della prima guerra mondiale e fino agli anni settanta l'ordinamento militare italiano prevedeva le qualidiche di 1º tenente e 1º capitano, quest'ultima presente ancora oggi nella gerarchia delle Forze Armate, e tali qualifiche erano riservate, soprattutto nel periodo 1940-1945, a coloro che avevano combattuto nel periodo 1915-1918 o nelle guerre coloniali, ed erano stati posti in riserva al termine delle operazioni belliche e poi richiamati nel 1940 all'entrata in guerra dell'Italia nel secondo conflitto mondiale e riarruolati con il loro vecchio grado (capitano e tenente) e quindi considerati "più anziani" rispetto ad altri, ovvero coloro che avevano trascorso un periodo superiore al normale per il passaggio al grado superiore.
Tale criterio, di fatto, permane tutt'oggi per il 1º capitano, che però per prassi è riservato agli ex marescialli che sono transitati nel Ruolo speciale degli ufficiali, e che quindi hanno una progressione molto lenta rispetto a coloro che sono entrati nel Ruolo per concorso a Nomina Diretta ovvero ex AUC, oggi AUFP, che al termine della ferma hanno passato la selezione per il servizio permanente effettivo e ancor più lenta rispetto agli Ufficiali del Ruolo normale, cioè coloro che provengono dall'Accademia Militare di Modena.
Di fatto oggi il grado di 1º capitano sta andando in disuso, per prassi, tendendo ove possibile ad avanzare i capitani ex marescialli, poco prima o subito dopo il congedo per pensionamento, al grado di Maggiore a titolo onorifico.
Il 1º tenente è stato invece definitivamente abolito tra la fine degli anni settanta e inizio anni ottanta, poiché considerato "superfluo" ovvero "non più necessario".

## Militaria
Sin dalla sua istituzione, il distintivo di qualifica è costituito da tre stellette, come per il capitano, alle quali va aggiunto un travetto in gallone dorato per l'Esercito Italiano o d'argento per i Carabinieri. Il distintivo dell'Aeronautica Militare deriva da quello di capitano, al quale si aggiunge un rettangolo sull'ultima striscia.

## Conferimento
La qualifica è conferita, altresì, ai capitani e gradi corrispondenti delle Forze armate che abbiano compiuto cinque anni di grado e venti di servizio permanente effettivo calcolati a partire dal ventottesimo anno di età compiuto, comunque in tutti i casi in cui il grado di capitano sia quello finale della carriera. La qualifica di primo capitano e corrispondenti è conferita con
decreto ministeriale.
Tale qualifica attualmente è poco utilizzata in quanto, con le nuove normative sull'avanzamento, quasi tutti gli ufficiali nel rango di capitano o equivalente, passano al rango di maggiore o equivalente.

## Distintivi di qualifica

Distintivo per controspallina di primo capitano dell'Esercito Italiano
Distintivo per controspallina di primo tenente di vascello della Marina Militare Italiana
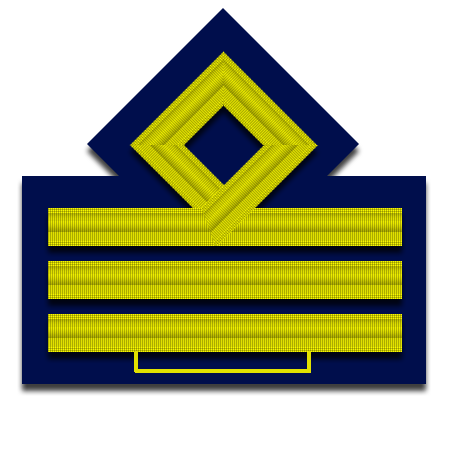
Distintivo per paramano di primo capitano dell'Aeronautica Militare Italiana
Distintivo di grado per controspallina di primo capitano dell'Arma dei Carabinieri

## Comparazione con le qualifiche dei corpi ad ordinamento militare

Distintivo di grado per controspallina di primo capitano della Guardia di Finanza